# Coupe de France (Radsport)
Die Coupe de France ist eine seit der Saison 1992 ausgetragene Serie von französischen Eintagesrennen, bei denen jeweils Punkte vergeben werden, die in eine Gesamtwertung einfließen. Punkte werden dabei ausschließlich an französische Fahrer und solche aus anderen Nationen, die für ein französisches Radsportteam fahren, vergeben sowie an französische Teams. Die einzelnen Rennen sind jedoch auch für alle anderen Fahrer und Teams offen. Veranstalter der Coupe de France ist der französische Radsportverband (FFC), der aktuelle Hauptsponsor ist der Anbieter von Pferdewetten PMU.
Rekordsieger der Coupe de France bei den Fahrern ist der Franzose Samuel Dumoulin mit drei Siegen. Rekordsieger bei den Teams sind die Mannschaften Crédit Agricole und FDJ mit jeweils sieben Siegen (einschließlich ihrer unter früheren Teamnamen erzielten Siege).

## Punktevergabe
Die Gesamtwertung der Coupe de France für Fahrer basiert auf folgender Punktevergabe bei jedem einzelnen Rennen nach dem Zieleinlauf:
| Position | 1  | 2  | 3  | 4  | 5  | 6  | 7  | 8  | 9  | 10 | 11 | 12 | 13–15 |
| Punkte   | 50 | 35 | 25 | 20 | 18 | 16 | 14 | 12 | 10 | 8  | 6  | 5  | 3     |

Für die Teamwertung werden die jeweils drei bestplatzierten Fahrer einer Mannschaft bei jedem Rennen nach dem Zieleinlauf gewertet und deren Positionen zu einem Gesamtwert addiert. Das Team mit dem niedrigsten Gesamtwert bekommt anschließend 12 Punkte für die Teamwertung, das mit dem zweitniedrigsten 9, und danach erhalten die schlechter platzierten Teams jeweils einen Punkt weniger.

## Palmarès
| Jahr | Sieger (Fahrerwertung) | Punkte | Zweitplatzierter    | Punkte | Drittplatzierter     | Punkte | Sieger (Teamwertung)         |
| ---- | ---------------------- | ------ | ------------------- | ------ | -------------------- | ------ | ---------------------------- |
| 2022 | Julien Simon           | 171    | Amaury Capiot       | 133    | Marc Sarreau         | 129    | TotalEnergies                |
| 2021 | Dorian Godon           | 191    | Elia Viviani        | 175    | Valentin Madouas     | 138    | AG2R Citroën Team            |
| 2020 | Nacer Bouhanni         | 125    | Benoît Cosnefroy    | 85     | Josef Černý          | 64     | AG2R La Mondiale             |
| 2019 | Marc Sarreau           | 211    | Benoît Cosnefroy    | 170    | Andrea Vendrame      | 102    | AG2R La Mondiale             |
| 2018 | Hugo Hofstetter        | 151    | Samuel Dumoulin     | 121    | Christophe Laporte   | 103    | Cofidis, Solutions Crédits   |
| 2017 | Laurent Pichon         | 228    | Nacer Bouhanni      | 169    | Flavien Dassonville  | 101    | Fortuneo-Oscaro              |
| 2016 | Samuel Dumoulin        | 348    | Baptiste Planckaert | 330    | Romain Feillu        | 123    | HP-BTP Auber 93              |
| 2015 | Nacer Bouhanni         | 178    | Baptiste Planckaert | 172    | Pierrick Fédrigo     | 151    | Bretagne-Séché Environnement |
| 2014 | Julien Simon           | 194    | Samuel Dumoulin     | 121    | Jauheni Hutarowitsch | 118    | Bretagne-Séché Environnement |
| 2013 | Samuel Dumoulin        | 155    | Bryan Coquard       | 149    | Anthony Geslin       | 128    | FDJ.fr                       |
| 2012 | Samuel Dumoulin        | 232    | Julien Simon        | 159    | Laurent Pichon       | 94     | Bretagne-Schuller            |
| 2011 | Tony Gallopin          | 139    | Romain Feillu       | 124    | Sylvain Georges      | 93     | FDJ                          |
| 2010 | Leonardo Duque         | 145    | Florian Vachon      | 144    | Jonathan Hivert      | 130    | Bretagne-Schuller            |
| 2009 | Jimmy Casper           | 193    | Romain Feillu       | 100    | Anthony Geslin       | 96     | Française des Jeux           |
| 2008 | Jérôme Pineau          | 148    | David Le Lay        | 114    | Frédéric Guesdon     | 96     | Française des Jeux           |
| 2007 | Sébastien Chavanel     | 128    | Romain Feillu       | 112    | Rémi Pauriol         | 102    | Crédit Agricole              |
| 2006 | Lloyd Mondory          | 119    | Lilian Jégou        | 108    | Jimmy Casper         | 85     | Bouygues Télécom             |
| 2005 | Philippe Gilbert       | 162    | Ludovic Turpin      | 108    | Pierrick Fédrigo     | 65     | Française des Jeux           |
| 2004 | Thor Hushovd           | 199    | Pierrick Fédrigo    | 135    | Jérôme Pineau        | 111    | Crédit Agricole              |
| 2003 | Jaan Kirsipuu          | 122    | Nicolas Vogondy     | 112    | Sylvain Chavanel     | 103    | Brioches la Boulangère       |
| 2002 | Franck Bouyer          | 136    | Laurent Lefèvre     | 100    | Cédric Vasseur       | 85     | Bonjour                      |
| 2001 | Laurent Brochard       | 239    | Florent Brard       | 147    | Jaan Kirsipuu        | 126    | Jean Delatour                |
| 2000 | Patrice Halgand        | 169    | Laurent Brochard    | 161    | Jaan Kirsipuu        | 122    | Crédit Agricole              |
| 1999 | Jaan Kirsipuu          | 187    | Pascal Chanteur     | 119    | Patrice Halgand      | 70     | La Française des Jeux        |
| 1998 | Pascal Lino            | 154    | Pascal Hervé        | 122    | Laurent Desbiens     | 120    | Casino-C’est votre équipe    |
| 1997 | Nicolas Jalabert       | 173    | Laurent Roux        | 126    | Richard Virenque     | 73     | La Française des Jeux        |
| 1996 | Stéphane Heulot        | ?      | Laurent Jalabert    | ?      | Nicolas Jalabert     | ?      | gan                          |
| 1995 | Armand de Las Cuevas   | 68     | Richard Virenque    | 67     | Christophe Mengin    | 65     | gan                          |
| 1994 | Ronan Pensec           | 130    | Richard Virenque    | 117    | Laurent Brochard     | 101    | Castorama                    |
| 1993 | Thierry Claveyrolat    | 210    | François Simon      | 105    | Eddy Seigneur        | 104    | gan                          |
| 1992 | Jean-Cyril Robin       | 115    | Bruno Cornillet     | 80     | Laurent Desbiens     | 78     | Z                            |

## Rekorde
- Meiste Siege in der Fahrerwertung:  Samuel Dumoulin (3)
- Meiste Siege in der Teamwertung:  Crédit Agricole,  FDJ (7)
- Meiste Siege bei Coupe-de-France-Rennen:  Jaan Kirsipuu (15)
- Meiste Siege bei Coupe-de-France-Rennen in einer Saison:  Samuel Dumoulin (4 in der Saison 2016)